# Uraniumakkoord van 1944
Het Uraniumakkoord van 1944 was een geheime overeenkomst tussen de regeringen van België, de Verenigde Staten en het Verenigd Koninkrijk over de controle van uranium- en thoriumerts in alle gebieden onder Belgische bevoegdheid. In de praktijk dekte ze in de eerste plaats de uitzonderlijke Shinkolobwemijn van de Union Minière du Haut Katanga in Belgisch-Congo.
De trilaterale overeenkomst (Tripartite Agreement) werd afgesloten in Londen direct na de bevrijding en werd voorafgegaan door enkele maanden van intensief onderhandelen. Edgar Sengier, afgevaardigd bestuurder van Union Minière, speelde daarin een belangrijke rol. De regering-Pierlot trachtte eerst de ondertekening te vertragen, maar deed het uiteindelijk toch toen duidelijk werd dat het anders zou toevallen aan een regering van nationale unie met de communisten.
Dankzij de regeling verzekerden de Amerikanen en Britten zich voor tien jaar van een voorkeurrecht (first refusal) op de belangrijkste grondstoffenbron voor het aanmaken van kernwapens (eerst hadden ze 99 jaar gevraagd). Instrument hiervoor was de Combined Development Trust, waarvan ook de Canadezen lid waren. Deze monopolisering was een prille stap in de Koude Oorlog. Vooral in de beginjaren bleef het Congolese uranium belangrijk, maar uiteindelijk zou het veel minder zeldzaam blijken dan gedacht.
In ruil voor de beperkingen op vrije verhandeling kreeg België een nogal vaag omschreven recht op billijke deelname aan vreedzaam commercieel gebruik, als de Amerikanen of Britten ooit energie zouden opwekken uit het Belgische erts. Dit recht is dode letter gebleven, onder meer door de Atomic Energy Act van senator McMahon (1 augustus 1946). Ter compensatie gaven de Amerikanen extra geld (onder de vorm van een exporttaks) en opleidingen voor Belgische vorsers. Een deel van de opbrengst die Union Minière incasseerde, kwam ten goede aan het Interuniversitair Instituut voor Kernwetenschappen en het Studiecentrum voor de Toepassingen van de Kernenergie.
De gevoelige aard van het akkoord maakte dat zowel de totstandkoming als de uitvoering ervan zeer onorthodox verliepen. Zo werd het allicht geantedateerd en bleef de vereiste parlementaire goedkeuring achterwege. Premier Gaston Eyskens loog zelfs in het parlement toen hij het bestaan van het akkoord ontkende (1949). De financiële afwikkeling werd buiten de wettelijke begroting gehouden en maakte onder meer gebruik van de persoonlijke bankrekeningen van generaal Leslie Groves en gouverneur-generaal Pierre Ryckmans.
Nadien werd het akkoord herhaaldelijk herzien. In 1951 werd een exporttaks op uranium ingesteld ten voordele van de Congolese schatkist.

## Voetnoten
1. ↑  Jonathan E. Helmreich (1998), United States Relations with Belgium and the Congo, 1940-1960, p. 60
2. ↑  Luc Barbé (2012), België en de bom. De rol van België in de proliferatie van kernwapens, p. 18-19
3. ↑  Jonathan E. Helmreich (1990),"The Negotiation of the Belgian Uranium Export Tax of 1951", Belgisch Tijdschrift voor Filologie en Geschiedenis, vol. 68, nr. 2, p. 320-351
4. ↑  United States Department of State (1944), Foreign relations of the United States diplomatic papers, 1944. General: economic and social matters (U.S. Government Printing Office), vol. II, p. 1026-1030